# بريتور

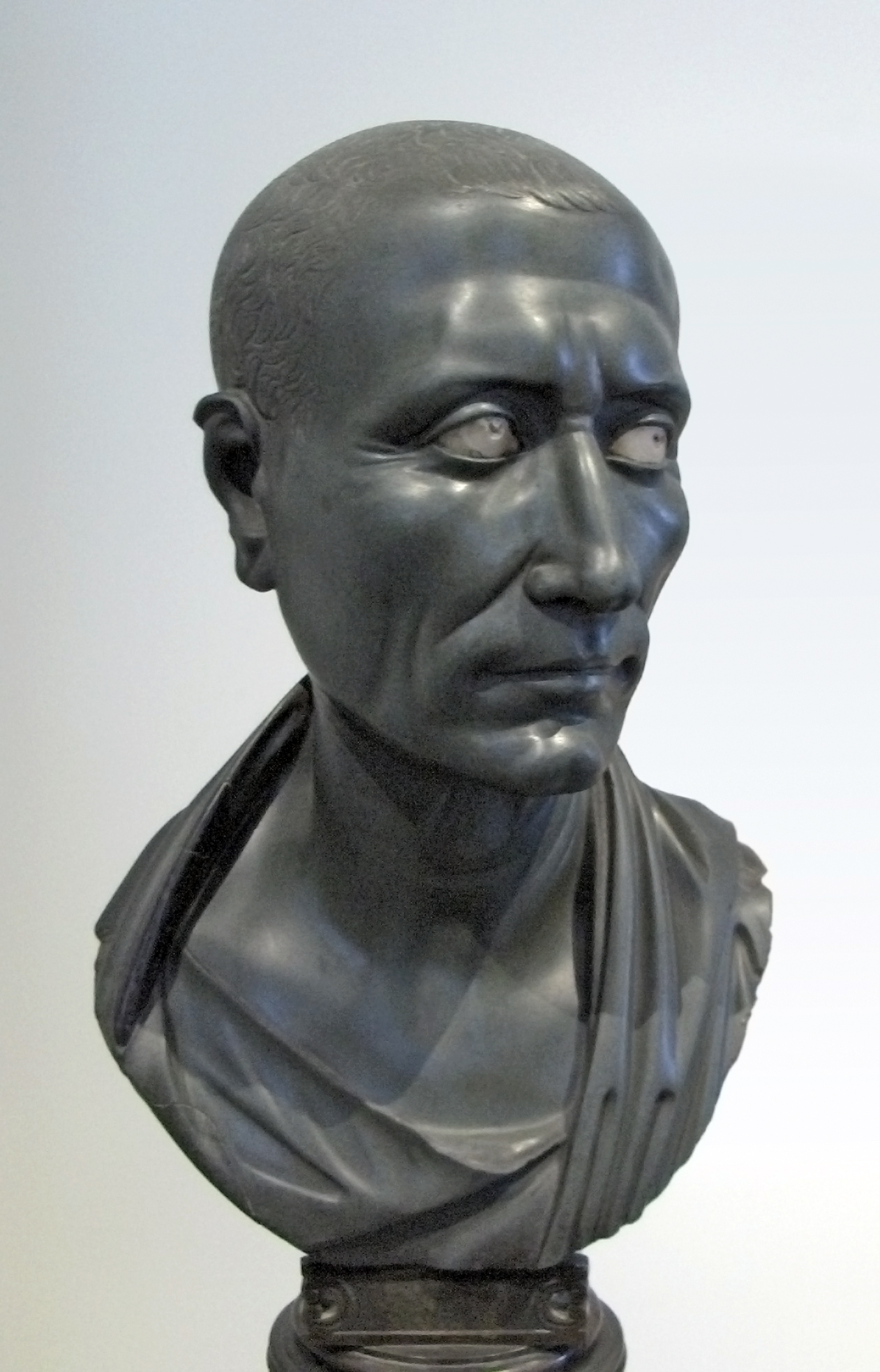

البريتور (بالإنجليزية: Praetor)‏ لقب أعطته حكومة روما القديمة إلى بعض قادة الجيش والولاة المنتخبين لديها. يحمل البريتور مسؤوليات وصلاحيات متعددة، واختلفت هذه الصلاحيات عبر التاريخ. واللقب يعني القاضي أو الحاكم.